# Орлова, Ольга Владиславовна

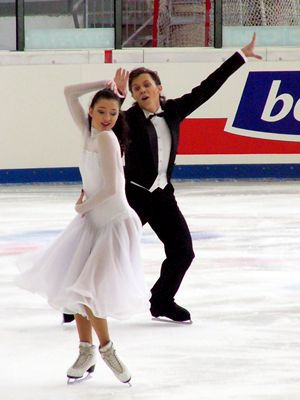
Ольга Орлова и Антон Саулин в 2004 году.

О́льга Владисла́вовна Орло́ва (род. 2 сентября 1986 года, Москва, РСФСР, СССР) — российская фигуристка, выступавшая в танцах на льду за Россию и Францию. За свою карьеру сменила довольно много партнёров, выступая в парах с Андреем Максимишиным, Максимом Болотиным, Антоном Саулиным, Виталием Новиковым и Матьё Жосом (за Францию). С Жосом она — бронзовый призёр чемпионата Франции 2010 года.

## Спортивные достижения

### Результаты за Францию
(с М. Жосом)
| Соревнования       | 2009—2010 |
| ------------------ | --------- |
| Чемпионаты Франции | 3         |

### Результаты за Россию
(с В. Новиковым)
| Соревнования      | 2005—2006 |
| ----------------- | --------- |
| Чемпионаты России | 5         |
| Cup of Russia     | 6         |

(с А. Саулиным)
| Соревнования                        | 2004—2005 |
| ----------------------------------- | --------- |
| Чемпионат России среди юниоров      | 7         |
| Этапы юниорского Гран-при, Румыния  | 4         |
| Этапы юниорского Гран-при, Германия | 4         |

(с М. Болотиным)
| Соревнования                        | 2002—2003 | 2003—2004 |
| ----------------------------------- | --------- | --------- |
| Чемпионат России среди юниоров      | 5         | 4         |
| Финалы юниорского Гран-при          |           | 8         |
| Этапы юниорского Гран-при, Хорватия |           | 2         |
| Этапы юниорского Гран-при, Чехия    |           | 2         |
| Этапы юниорского Гран-при, Канада   | 5         |           |
| Этапы юниорского Гран-при, США      | 2         |           |

(с А. Максимишиным)
| Соревнования                   | 2001—2002 |
| ------------------------------ | --------- |
| Чемпионат России среди юниоров | 7         |

## Карьера хореографа
В настоящее время проживает в США, где работает хореографом по фигурному катанию. Одним из её учеников является одиночник из Казахстана Абзал Ракимгалиев.